# Columns III
Columns III: Revenge of Columns (コラムスⅢ 対決！コラムスワールド?, Columns III: Taiketsu! Colums World) è un videogioco rompicapo sviluppato da SEGA e pubblicato nel 1993 per Sega Mega Drive, seguito di Columns. Il gioco uscì anche per il cabinato Mega Play basato sul Mega Drive, disponibile solamente in Giappone. Emulazioni dell'originale sono state distribuite per Wii tramite Virtual Console, e per personal computer su Steam.

## Modalità di gioco
Columns III è molto simile al suo predecessore (Columns), ma ha alcune differenze: innanzitutto è obbligatorio giocare almeno in due, inoltre:
- Story mode: il giocatore passa dei livelli con degli avversari sempre più difficili da battere.
- 2 extra magic jewels: ci sono due gioielli magici in più.
- Flashing jewels: appare quando il giocatore fa una combinazione di tre o più.
- 1 a 5 giocatori: cinque giocatori possono combattere uno contro l'altro.